# Bindschadler-Gletscher
Der Bindschadler-Gletscher ist ein Gletscher im ostantarktischen Viktorialand. Im nordwestlichen Teil der Royal Society Range fließt er zwischen dem Table Mountain und dem Platform Spur in nördlicher Richtung zum Emmanuel-Gletscher.
Das Advisory Committee on Antarctic Names benannte ihn 1992 nach dem US-amerikanischen Glaziologen Robert Alan Bindschadler vom Goddard Space Flight Center der NASA, ab 1983 leitender Wissenschaftler des United States Antarctic Research Program zu Studien des westantarktischen Eisschilds einschließlich der Eisströme im Gebiet der Siple-Küste, deren Wechselwirkung mit dem Ross-Schelfeis und der Rolle des antarktischen Eisschilds bei der globalen Erwärmung.